# Jogképesség
A jogképesség a jogtudományban a személynek azt a képességét jelenti, hogy jogok és kötelezettségek alanya lehet.

## Története
Az emberiség történetében az egyes emberek között jogképesség szempontjából különbséget tettek az emberek személyi állapota, statusa szerint. 

### Római jog
A római jogban különbséget tettek jogképesség szempontjából a szabadság állapota, a polgárság állapota, valamint a családjogi állapot szerint.
- A szabadság állapota szerint megkülönböztettek szabadokat (liberi), rabszolgákat (servi) és felszabadítottakat (libertini).
- A polgárság állapota szerint megkülönböztettek római polgárokat, latinusokat, illetve idegeneket (peregrini).
- Családjogi állapot szerint megkülönböztettek önjogú személyeket (personae sui iuris) és hatalomalattiakat (personae alieni iuris).

Teljes jogképességet ezek közül csak a szabadok élvezhettek, de ők is csak akkor, ha egyben római polgárok is voltak, és ezen belül is önjogú személyeknek minősültek. A római jogban nem illetett meg mindenkit a jogképesség, és egy személy életében többször is változhatott állapota, például capitis deminutio következtében.

### Egyházi jog
Az egyházi jog tanítása ezzel szemben azt vallotta, hogy minden ember szabad (omnis homo persona, nec res).

### Rendi magánjog
A gyakorlatban azonban rendi jogban sem érvényesült az egyházi jog tanítása, hanem a jogképességet a következő tényezők befolyásolták, amelyek következtében viszonylag kevesen rendelkeztek teljes jogképességgel:
- A jogképes személynek törvényesnek kellett lennie, ami azt jelentette, hogy törvényes házasságból született vagy törvényesítés útján kellett a hiányzó törvényességet megszereznie.
- A jogképes személynek honfiúnak kellett lennie, ami azt jelentette, hogy a magyar korona joghatósága alá tartozott.
- A jogképes személynek megfelelő rendi állás szempontjából nemesnek kellett lennie, mert teljes jogképességgel csak a nemesek rendelkeztek.
- A jogképes személyeknek az uralkodó valláshoz, azaz Magyarországon a római katolikus valláshoz, vagy bevett vallásokhoz kellett tartoznia
- Csak a férfiak rendelkeztek teljes jogképességgel.[4]

### Természetjog
A természetjogi szerzők a teljes jogképességet, mint az emberrel veleszületett jogot fogalmazták meg, azonban ez az elv még a természetjogi törvénykönyvekben sem érvényesült.

### Polgári magánjog
Németországban a XIX. században a jogtudósok körében általánossá vált az a nézet, hogy minden embert születésétől teljes jogképesség illet meg.
Magyarországon az 1848-as törvények mondták ki azt a jogelvet először, hogy minden ember jogképes, azonban az erős rendi tradíciók miatt a jogképességben még ezután is fennálltak különbségek.

## A hatályos magyar szabályozás
A jogképességet értelmezzük mind természetes személyek, mind pedig jogi személyek esetén.

### Természetes személy jogképessége
A Polgári törvénykönyv második könyve kimondja, hogy

2:1.§ (1) Minden ember jogképes: jogai és kötelezettségei lehetnek.
(2) A jogképességet korlátozó jognyilatkozat semmis.

A 2014. március 15-én hatályba lépett polgári törvénykönyv ebben nem hozott változást az 1959. évi IV. törvényhez képest.
A  2:1. § (1) bekezdése (illetve a régi Ptk. 8. § (1) bekezdése) imperatív norma a nemzetközi magánjog szempontjából, azaz ezt a rendelkezést az 1979. évi 13. tvr. rendelkezéseitől függetlenül is alkalmazni kell, azaz függetlenül attól, hogy a természetes személy jogképességére a személyes joga szerint mi lenne az irányadó.
A természetes személy jogképessége ezek szerint egy elvont képesség, ami alapján elvileg bárkinek bármilyen joga és kötelessége lehet. A jogképesség az emberrel vele születik, el nem idegeníthető, nincs fejlettségi fokhoz, értelmi képességhez kötve. A törvény a jogképességet az adott emberrel szemben is megvédi, tehát senki sem nyilatkozhat úgy, hogy jogképességéről részben vagy egészben lemond.
A hatályos magyar jogszabályok értelmében tehát az ember jogképessége általános, egyenlő és feltétlen. Ez az Alkotmányból kiinduló, elvi jellegű rendelkezés. Általános, mert minden egyes embert ember mivoltánál fogva megillet, születésétől a haláláig. Egyenlő, mert a jogképesség terjedelme tekintetében ember és ember között semmiféle különbség nincs. Ennek minden más - az életkoron, nemen, fajon, nemzetiségen és felekezeti hovatartozáson kívüli - vonatkozásban is érvényesülnie kell.  
Feltétlen, mert közvetlenül a törvényből folyik, megszerzése semmiféle feltételhez nem köthető. Minden embert megillet.
Az ENSZ 1948-as Emberi Jogok Egyetemes Nyilatkozatának 6. cikke szerint:

Mindenkinek joga van ahhoz, hogy jogalanyiságát bárhol elismerjék.

### Jogi személy jogképessége
A jogi személy jogképessége  - főszabály szerint - megegyezik a természetes személy jogképességével, azzal a megszorítással, hogy azon jogokra és kötelezettségekre nem terjed ki, amelyek a jellegüknél fogva csak az emberhez fűződhetnek.
A Polgári törvénykönyvnek a jogi személyekről szóló harmadik könyve kimondja, hogy

3:1.§ (1) A jogi személy jogképes: jogai és kötelezettségei lehetnek.
(2) A jogi személy jogképessége kiterjed minden olyan jogra és kötelezettségre, amely jellegénél fogva nem csupán az emberhez fűződhet.

### A jogképesség kezdete
A magyar polgári törvénykönyv szerint:

2.2.§ (1) A jogképesség az embert, ha élve születik, fogamzásának időpontjától kezdve illeti meg. (2) A fogamzás időpontjának a születéstől visszafelé számított háromszázadik napot kell tekinteni; bizonyítani lehet, hogy a fogamzás korábbi vagy későbbi időpontban történt. A születés napja a határidőbe beleszámít.

A fogamzás és a születés közti időben a jogképesség feltételes, az élve születéstől, mint feltételtől függ. Az élve születés ténye, azaz annak eldöntése, hogy mikor kell az élve születést megállapítani, már orvosi szakkérdés. Az újszülöttnek nem kell „életképesnek” lennie, tehát bármilyen hiányossággal születik is, ez a jogképessége szempontjából közömbös. A születés időpontját az orvosi iratok alapján a születési anyakönyvi kivonat bizonyítja. A születés tényét és időpontját a jog számára tehát egy anyakönyvvezetői aktust követő, hatóság által kiállított okirat bizonyítja.
Ebből kifolyólag a magyar jog nem ismeri el a magzat jogalanyiságát, a magzat nem jogképes, de feltételes jogalanyisága van.
Példa. A születendő gyermek apja meghal és végrendelete szerint a születendő gyermeke az örökös. Ilyenkor a magzat dologi várományos, a függő jogviszony hatálya csak az élveszületéssel áll be. Ha élve megszületik és utóbb életképtelenség miatt rögtön meghal a hatály akkor is beáll. Azonban, ha nem élve születik, úgy jogi értelemben úgy kell tekinteni, mintha meg sem fogant volna (fikció).
Tehát a méhmagzatot egy általános, egyenlő, de feltételhez kötött jogképesség illeti meg. Tehát ahol ő szerepel „jogosultként”, ott egy függő jogi helyzet áll fenn. Tehát várománya van a jogszerzés reményével.
Kérdés még, hogy mikor történik a fogamzás, például apa meghal, és örököse a születendő gyermeke. 9 hónap múlva az anya gyermeknek ad életet. Vajon a megszületett gyermek az apa halála idején magzat volt-e már, megfogant-e? Ha nem, úgy nem örökölhet, ha igen, úgy az örökséget megkaphatja.
A magyar Ptk. 
vélelmet állít fel: „A fogamzás időpontjának a születéstől visszafelé számított háromszázadik napot kell tekinteni. Bizonyítani lehet azonban, hogy a fogamzás korábban vagy későbben történt. A születés napja a határidőbe beleszámít.”
A magzat feltételes jogképessége esetén a jogalanyiságnak két fajtája: a teljes (abszolút) és a nem teljes jogalanyiság. Alapvetően az Alkotmány 8. § (1) bekezdése, 54. § (1) bekezdése és 56. § rendelkezéseiből következően a még (élve) meg nem született ember (magzat) jogalanyisága is fennáll, jogalanyisága azonban nem teljes, a személyi jogok körében áll fenn. A jogalanyiság ezen két fajtájához igazodik az – Alkotmány 54. § (1) bekezdéséből következő – abszolút és nem abszolút védelem. A Magzatvédelmi törvény értelmében a magzat „nem abszolút jogalany”, a törvény a magzat jogairól – a személyi jogok keretén belül – rendelkezett.
A jogalanyiság fennállása vagy fenn nem állása adott. A nem abszolút jogalanyiság fennállása mindössze annak a kérdésnek az eldöntését kívánja meg, hogy a jogi „ember” fogalom kiterjed-e a megfogant, de élve még meg nem született emberre, vagy csak az abszolút jogalanyra (az élve megszületett emberre). E kérdés eldöntése nem befolyásolja azt a tényt, hogy a magzat a személyi jogok vonatkozásában jogalanyisággal bír. A magzatnak az élethez, az egészséghez, a testi épséghez feltétel nélkül joga van, ezen jogoknak nem várományosa, hanem alanya. Ezen jogok akkor sem szűnnek meg, ha nem születik meg élve. A jogok a magzati lét szakaszára nem visszamenőleges hatállyal, hanem a fogamzás időpontjától kezdve fennállnak és megilletik a magzatot (az törvényes abortusz mindössze kivételes, törvényi feltételekkel biztosított szabályozásként van jelen a hatályos magyar jogban); vagyis a magzat – mint e jogok alanya – e jogok vonatkozásában (jogilag) személynek minősül. 
Ha az élve születést, mint az abszolút jogképesség bekövetkezéséhez szükséges feltételét vesszük alapul, akkor a jogi „ember” fogalom a már (élve) megszületett embert foglalja magában, a magzat fentiekben ismertetett jogalanyisága érintése nélkül. Ha pedig az emberi élet születés előtti és utáni szakaszait egységes egészként hangsúlyozandó álláspontot követjük, akkor a jogi „ember” fogalom kiterjed a már megfogant, de még élve meg nem született emberre is; anélkül, hogy a feltételes jogképességből következő jogalanyiság kiterjedne a vagyoni (dologi, kötelmi, öröklési stb.) jogok területére. 
A magzat a személyi jogok vonatkozásában jogalany (alanyi joga van például az élethez), e jogok érvényesítése iránt – bírósági eljárásban is – igénye lehet (kereseti joggal védett igények), a magzat perbeli legitimációja az abszolút jogképesség feltételének bekövetkezésétől függetlenül fennállhat, ítélet a gyermek születése előtt is hozható. Mindez „a magzati élet védelméről” szóló törvény rendelkezéseivel összhangban értelmezendő.
A jogi személy jogképessége a jogi személy nyilvántartásba vételével kezdődik.

### A jogképesség vége
A Polgári törvénykönyv szerint:

2:4.§ A jogképesség a halállal szűnik meg.

Az ember jogképessége tehát a halállal szűnik meg. A halál időpontja azonban már nem jogi kérdés, hanem orvosi szakkérdés Nem a szívműködés leállása (a klinikai halál), hanem az agyműködés megszűnése és ezen állapot visszafordíthatatlansága, irreverzibilitása (a biológiai halál) megállapítására kerül sor. Ezt orvosi bizonyítvány (halottkémi jelentés) igazolja közokirati formában.
A halottkémi jelentés kritériumai: 
- környezeti ingerekre való reagálás hiánya
- izomzat teljes areflexiája
- spontán légzés hiánya
- artériás vérnyomás hiánya
- abszolút egyenes vonalú EEG

A polgári jog szempontjából az EEG-nek van jelentősége, mivel a többi élettani képesség gépi úton még hosszabb ideig fenntartható. Tehát hiába lélegeztetik géppel, ha az EEG egyenes vonalú, úgy az ember polgári jogilag halott, jogai és kötelességei többé nincsenek. Ha a halál tényének igazolására orvosi bizonyítvány nem állítható ki (mert például eltűnt, nem bizonyítható, hol halt meg stb.), akkor sor kerülhet a holtnak nyilvánításra.
A jogi személy jogképessége a jogi személy nyilvántartásból való törlésével szűnik meg.

## Külső hivatkozások
- Nemzeti Jogszabálytár
- Ezer év törvényei